# New York City Sheriff's Office

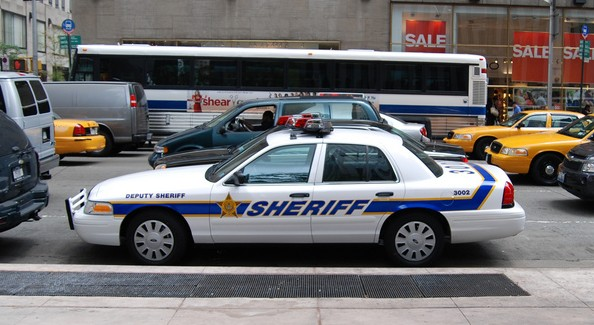
Tjänstefordon

New York City Sheriff's Office är kronofogdemyndighet i City of New York i delstaten New York i USA. Ej att förväxla med stadens ordningspolis, New York City Police Department (NYPD).

## Uppdrag
Myndighetens uppgift är bland annat att sälja utmäta egendom för personer som inte betalar skulder, driva in vårdnadsbidrag, utmätningar och delgivningar.

## Organisation
Sheriffen utnämns av staden New Yorks borgmästare.

## Befogenheter
Sheriffpersonalen är poliser och kan göra gripanden, delge stämningar, stoppa fordon, bära och använde skjutvapen, batonger, handbojor och använda fysiskt och dödligt våld. De har polismans skydd och befogenhet både i och utom tjänsten.

## Grader
| Tjänstebenämning            | Gradbeteckning | Motsvarande svensk tjänstebenämning |
| --------------------------- | -------------- | ----------------------------------- |
| Sheriff                     |                | Chefskronofogde                     |
| Undersheriff-in-Charge      |                | Kronofogde                          |
| Undersheriff                |                | Biträdande kronofogde               |
| Deputy Sheriff - Lieutenant |                | Kronokommissarie                    |
| Deputy Sheriff - Sergeant   |                | Kronokommissarie                    |
| Deputy Sheriff              |                | Kronoinspektör Kronoassistent       |